# Tribunal maritime (France)
Ne doit pas être confondu avec Tribunal maritime commercial (France) ou Tribunal maritime spécial (France).
Le tribunal maritime est, en France, la juridiction échevinale ayant remplacé l'ancien Tribunal maritime commercial (TMC) en 2012, après une période transitoire (de 2010 à 2012) pendant laquelle la compétence des délits maritimes a été confiée aux tribunaux répressifs de droit commun. Ce changement a été la conséquence de l'inconstitutionnalité de la composition des TMC, relevée par le Conseil constitutionnel en 2010.
Les tribunaux maritimes actuels sont les juridictions pénales de la mer qui connaissent de certains délits spécifiquement maritimes, selon la procédure pénale de droit commun, sous réserve de quelques dispositions particulières.

## Compétence
Six tribunaux maritimes, dont quatre en métropole (Bordeaux, Brest, Marseille et Le Havre) et deux outre-mer (Cayenne et Saint-Denis de la Réunion) sont créés pour juger des infractions maritimes définies par la loi du 17 décembre 1926 modifiée, relative à la répression en matière maritime. Ce texte, actualisé, reste le siège de la matière. Les infractions maritimes relevant de la compétence des tribunaux maritimes y sont énumérées dans son article 2 en ce qui concerne les délits, et dans son article 17 en ce qui concerne les contraventions. Ces textes renvoient à la cinquième partie du code des transports, à l'exception de quelques articles qu'ils énumèrent.
L'article 3 du même texte restreint la compétence du tribunal lorsque s'appliquent les dispositions du code de justice militaire et l'ordonnance n° 45-174 du 2 février 1945 relative à l'enfance délinquante, mais l'élargit aux contraventions connexes aux délits maritimes au sens de l'article 203 du code de procédure pénale, ainsi qu'aux délits prévus par les articles 221-6, 221-7, 222-19, 222-20, 223-1, 223-6, 223-7, 322-1, 322-2, 322-3 et 434-10 du code pénal lorsqu'ils sont connexes à un délit maritime.

## Composition
En 2012, le tribunal maritime a retrouvé une composition échevinée. Le tribunal maritime est donc composé de cinq juges : un magistrat de l'ordre judiciaire, président, deux magistrats, assesseurs, ainsi que deux assesseurs maritimes, choisis par une commission « au regard des garanties d'impartialité et de leur expérience de la navigation maritime ».
La liste des assesseurs maritimes est dressée par une commission composée du président du tribunal judiciaire, du directeur interrégional de la Mer, du bâtonnier de l'ordre des avocats.
Avant d'entrer en fonctions, les assesseurs maritimes prêtent serment « de bien et fidèlement remplir leurs fonctions et de garder le secret des délibérations ».
L’État fixe les modalités de présentation, de sélection des candidatures et les conditions d'exercice des fonctions d'assesseur maritime, organise leur formation et en assure le financement.
Le greffe est désormais assuré par un greffier du tribunal judiciaire.

## Procédure
Selon l'art 16 de la loi du 17 décembre 1926 relative à la répression en matière maritime, les infractions maritimes sont poursuivies, instruites et jugées conformément aux règles du code de procédure pénale et de la cinquième partie du code des transports, sous réserve des dispositions particulières qu'elle fixe elle même.
L'action civile, qui ne pouvait être portée devant l'ancien tribunal maritime commercial, peut accompagner l'action publique devant le nouveau tribunal maritime.
Les voies de recours sont celles du droit commun en matière pénale.

## Les tribunaux du littoral maritime spécialisés
Des  tribunaux du littoral maritime spécialisés au ressort identique à celui des préfectures maritimes, ont été créés pour juger les infractions aux dispositions visées par l'article L. 218-29 du Code de l'environnement  et prévues par la Convention MARPOL 73/78 concernant les rejets polluants. La loi du 3 mai 2001  et le décret du 11 février 2002 , désignent les juridictions compétentes en matière de pollution des eaux de mer par rejets des navires (tribunaux judiciaire du Havre, de Brest, de Marseille, de Fort-de-France, de Saint-Denis-de-la-Réunion et tribunal de première instance de Saint-Pierre-et-Miquelon). La loi du 15 avril 2003  crée en Méditerranée une zone de protection écologique (ZPE) au large des côtes. La loi du 9 mars 2004  portant adaptation de la justice aux évolutions de la criminalité insère par son article 29 dans le code de procédure pénale de nouveaux articles, repris par l'article L. 218-29 du Code de l'environnement, fixant les règles relatives à la compétence juridictionnelle et territoriale des tribunaux du littoral maritime spécialisé.
Ces juridictions, par leur composition, leur compétence et leur ressort, sont distinctes des tribunaux maritimes.

### Textes
- Loi du 17 décembre 1926 relative à la répression en matière maritime
- Décret no  2014-1581 du 23 décembre 2014 fixant la liste, le siège et le ressort des tribunaux maritimes[3]
- Arrêté du 2 mars 2015 [archive] fixant le nombre d'assesseurs maritimes pour chaque tribunal maritime
- Arrêté du 11 mars 2015 [archive] fixant le contenu du dossier de candidature aux fonctions d'assesseur maritime
- Décret n° 2015-261 du 5 mars 2015 relatif au fonctionnement et à l'organisation des tribunaux maritimes[26]
- Décret n° 2015-961 du 31 juillet 2015 relatif à la formation et à l'indemnisation des assesseurs maritimes des tribunaux maritimes[27]
- Memento sur le recrutement des assesseurs des tribunaux maritimes (Ministère de l’Écologie, du Développement durable et de l’Énergie)[28]

### Articles
- Luc Briand, « L'ordonnance n°2012-1218 du 2 novembre 2012 portant réforme pénale en matière maritime. Vers une justice efficace ? », Droit Maritime Français - no  751 - octobre 2013
- Patrick Chaumette, « Modernisation du droit pénal professionnel maritime », Observatoire des droits des marins,‎ 27 juin 2014 (lire en ligne)
- Jean-Philippe Zanco, « Autour du Code de justice maritime (1858-1965). Une brève histoire de la justice maritime », Revue historique des armées, no 252,‎ 15 septembre 2008, p. 72–85 (ISSN 0035-3299, lire en ligne, consulté le 19 mai 2019)

### Ouvrages
- Michel Essou, Le droit pénal maritime (lire en ligne), mémoire de DESS de droit maritime et des transports, université de Droit, d’Économie et des Sciences d’Aix-Marseille